# Alexander Wehrle

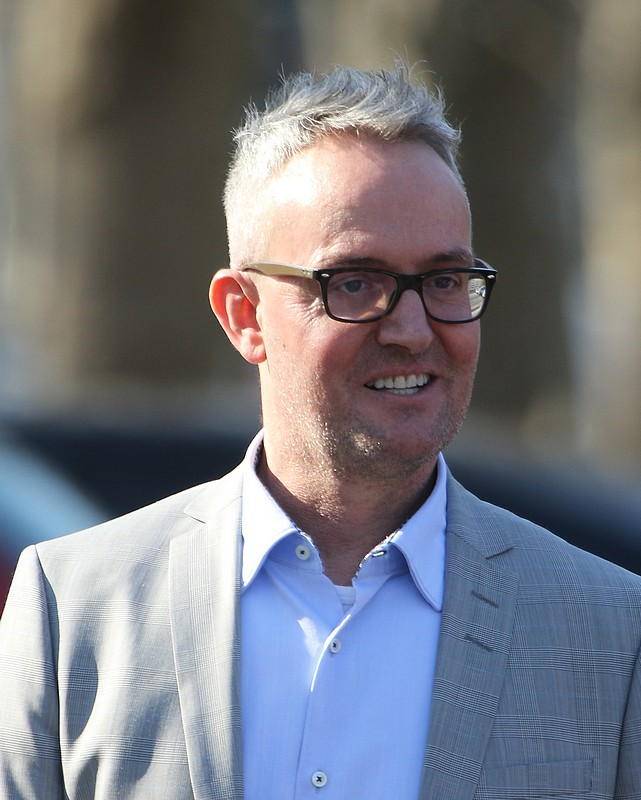
Alexander Wehrle (2022)

Alexander Wehrle (* 11. Februar 1975 in Bietigheim-Bissingen) ist ein deutscher Fußballfunktionär. Seit 2022 ist er Vorstandsvorsitzender der VfB Stuttgart 1893 AG. Zuvor war er von 2013 bis 2022 Geschäftsführer des 1. FC Köln.

## Leben
Wehrle wuchs in Möglingen auf und besuchte in Ludwigsburg das Gymnasium. Er studierte von 1996 bis 2001 an der Universität Konstanz und der University of Limerick. Er schloss als Diplom-Verwaltungswissenschaftler mit der Note 1,6 ab.
Nach seinem Abschluss als Master of Public Policy und Management arbeitete er von Juli 2003 bis Januar 2013 als Referent des Vorstands beim VfB Stuttgart.
Er war seit Januar 2013 Geschäftsführer beim 1. FC Köln und übernahm auch den stellvertretenden Vorsitz des Stiftungsrats der Stiftung 1. FC Köln. Im März des Jahres übernahm er auch den Vorsitz der Geschäftsführung bei der 1. FC Köln Sportinternat gGmbH.
Seit der Generalversammlung der DFL im August 2019 gehörte Wehrle bis 2022 deren Präsidium an. Im selben Monat wurde er auch Mitglied im Vorstand des Deutschen Fußball-Bundes und im Aufsichtsrat der DFL Digital Sports GmbH. Seit Ende April 2022 ist er Aufsichtsratsvorsitzender der DFB GmbH & Co. KG.
Am 21. März 2022 wurde er als Nachfolger von Thomas Hitzlsperger Vorstandsvorsitzender der VfB Stuttgart 1893 AG, der ausgegliederten Profifußballabteilung des Vereins.
Alexander Wehrle lebt offen schwul; am 3. August 2024 heiratete er seinen langjährigen Partner auf der Insel Mainau.